# سعید واسعی
سعید واسعی (زادهٔ ۲۸ آذر ۱۳۷۳ در مشهد) بازیکن فوتبال اهل ایران است که در پست هافبک بازی میکند.
وی سابقه عضویت در تیم‌هایی همچون سیاه جامگان، بادران، پیکان، تراکتور و فولاد خوزستان را در کارنامه دارد.

## آمار باشگاهی

### باشگاهی
تا تاریخ ۱۶ ژوئن ۲۰۲۲
| باشگاه      | دسته        | فصل        | لیگ  | لیگ | جام حذفی | جام حذفی | قاره‌ای | قاره‌ای | سوپر جام | سوپر جام | مجموع | مجموع |
| باشگاه      | دسته        | فصل        | بازی | گل  | بازی     | گل       | بازی   | گل     | بازی     | گل       | بازی  | گل    |
| ----------- | ----------- | ---------- | ---- | --- | -------- | -------- | ------ | ------ | -------- | -------- | ----- | ----- |
| سیاه جامگان | لیگ آزادگان | ۹۴–۱۳۹۳    | ۲    | ۰   | ۰        | ۰        | —      | —      | —        | —        | ۲     | ۰     |
| سیاه جامگان | لیگ برتر    | ۹۵–۱۳۹۴    | ۱۴   | ۱   | ۰        | ۰        | —      | —      | —        | —        | ۱۴    | ۱     |
| سیاه جامگان | مجموع       | مجموع      | ۱۶   | ۱   | ۰        | ۰        | —      | —      | —        | —        | ۱۶    | ۱     |
| بادران      | لیگ آزادگان | ۹۶–۱۳۹۵    | ۳۰   | ۷   | ۱        | ۱        | —      | —      | —        | —        | ۳۱    | ۸     |
| بادران      | لیگ آزادگان | ۹۷–۱۳۹۶    | ۲۳   | ۲   | ۲        | ۱        | —      | —      | —        | —        | ۲۵    | ۳     |
| بادران      | مجموع       | مجموع      | ۵۳   | ۹   | ۳        | ۲        | —      | —      | —        | —        | ۵۶    | ۱۱    |
| پیکان       | لیگ برتر    | ۹۸–۱۳۹۷    | ۲۱   | ۳   | ۲        | ۰        | —      | —      | —        | —        | ۲۳    | ۳     |
| پیکان       | لیگ برتر    | ۹۹–۱۳۹۸    | ۲۶   | ۳   | ۱        | ۰        | —      | —      | —        | —        | ۲۷    | ۳     |
| پیکان       | مجموع       | مجموع      | ۴۷   | ۶   | ۳        | ۰        | —      | —      | —        | —        | ۵۰    | ۶     |
| تراکتور     | لیگ برتر    | ۰۰–۱۳۹۹    | ۷    | ۱   | ۰        | ۰        | ۴      | ۰      | ۰        | ۰        | ۱۱    | ۱     |
| تراکتور     | لیگ برتر    | ۰۱–۱۴۰۰    | ۱۵   | ۰   | ۰        | ۰        | —      | —      | —        | —        | ۱۵    | ۰     |
| تراکتور     | لیگ برتر    | ۰۲–۱۴۰۱    | ۰    | ۰   | ۰        | ۰        | —      | —      | —        | —        | ۰     | ۰     |
| تراکتور     | مجموع       | مجموع      | ۲۲   | ۱   | ۰        | ۰        | ۴      | ۰      | ۰        | ۰        | ۲۶    | ۱     |
| مجموع آمار  | مجموع آمار  | مجموع آمار | ۱۳۸  | ۱۷  | ۶        | ۲        | ۰      | ۰      | ۰        | ۰        | ۱۴۸   | ۱۹    |

#### آمار پاس گل
تا تاریخ ۱۶ ژوئن ۲۰۲۲
| باشگاه      | فصل        | پاس گل |
| ----------- | ---------- | ------ |
| سیاه جامگان |            |        |
| ۹۴–۱۳۹۳     | ۰          |        |
| ۹۵–۱۳۹۴     | ۱          |        |
| مجموع       | مجموع      | ۱      |
| بادران      |            |        |
| ۹۶–۱۳۹۵     | ۱          |        |
| ۹۷–۱۳۹۶     | ۳          |        |
| مجموع       | مجموع      | ۴      |
| پیکان       |            |        |
| ۹۸–۱۳۹۷     | ۲          |        |
| ۹۹–۱۳۹۸     | ۷          |        |
| مجموع       | مجموع      | ۹      |
| تراکتور     |            |        |
| ۰۰–۱۳۹۹     | ۰          |        |
| ۰۱–۱۴۰۰     | ۱          |        |
| ۰۲–۱۴۰۱     | ۰          |        |
| مجموع       | مجموع      | ۱      |
| مجموع آمار  | مجموع آمار | ۱۵     |